# Strychnos variabilis
 (mai 2025).
La mise en forme du texte ne suit pas les recommandations de Wikipédia : il faut le « wikifier ».
Les points d'amélioration suivants sont les cas les plus fréquents :
- Les titres sont pré-formatés par le logiciel. Ils ne sont ni en capitales, ni en gras.
- Le texte ne doit pas être écrit en capitales (les noms de famille non plus), ni en gras, ni en italique, ni en « petit »…
- Le gras n'est utilisé que pour surligner le titre de l'article dans l'introduction, une seule fois.
- L'italique est rarement utilisé : mots en langue étrangère, titres d'œuvres, noms de bateaux, etc.
- Les citations ne sont pas en italique mais en corps de texte normal. Elles sont entourées par des guillemets français : « et ».
- Les listes à puces sont à éviter, des paragraphes rédigés étant largement préférés. Les tableaux sont à réserver à la présentation de données structurées (résultats, etc.).
- Les appels de note de bas de page (petits chiffres en exposant, introduits par l'outil «  Source ») sont à placer entre la fin de phrase et le point final[comme ça].
- Les liens internes (vers d'autres articles de Wikipédia) sont à choisir avec parcimonie. Créez des liens vers des articles approfondissant le sujet. Les termes génériques sans rapport avec le sujet sont à éviter, ainsi que les répétitions de liens vers un même terme.
- Les liens externes sont à placer uniquement dans une section « Liens externes », à la fin de l'article. Ces liens sont à choisir avec parcimonie suivant les règles définies. Si un lien sert de source à l'article, son insertion dans le texte est à faire par les notes de bas de page.
- La présentation des références doit suivre les conventions bibliographiques. Il est recommandé d'utiliser les modèles {{Ouvrage}}, {{Chapitre}}, {{Article}}, {{Lien web}} et/ou {{Bibliographie}}. Le mode d'édition visuel peut mettre en forme automatiquement les références.
- Insérer une infobox (cadre d'informations à droite) n'est pas obligatoire pour parachever la mise en page.

Pour une aide détaillée, merci de consulter Aide:Wikification.
Si vous pensez que ces points ont été résolus, vous pouvez retirer ce bandeau et améliorer la mise en forme d'un autre article.
 (mai 2025).
Espèce
Strychnos variabilis est une espèce de plantes de la famille des Loganiaceae. C’est une espèce africaine. Elle est décrite comme étant endémique de la province de Kinshasa, au Zaïre, et est également présente dans le Bas Congo belge et la plaine de Brazzaville.

## Description
Botaniquement, il s'agit d'un arbrisseau (shrublet). Cette plante pousse dans les savanes qui sont brûlées chaque année et ne s'élève pas à plus de 0,5 à 1,5 m de hauteur, restant ainsi au niveau des herbes environnantes. Elle est souvent brûlée par le feu de brousse, mais de nouvelles pousses repartent de rhizomes souterrains. Contrairement à d'autres espèces de Strychnos, elle ne possède ni vrilles ni crochets.

## Phytochimie
Différentes parties de Strychnos variabilis ont fait l'objet d'études scientifiques. Les sources mentionnent l'isolement de composés à partir des feuilles et de l'écorce des racines. Les graines ont également été étudiées. L'écorce des racines de cette espèce est décrite comme un poison violent.
Historique de recherche concernant Strychnos variablis:
- 1951 : Le matériel végétal de Strychnos variabilis utilisé dans certaines études a été récolté au Jardin Botanique de Gand (Belgique), issu de graines collectées en 1951 par J. Louis au Zaïre.
- 1975 : L. Angenot, N. G. Bisset et M. Franz extraient de la désacétylrétuline des racines de Strychnos variabilis. C. Richard, C. Delaude, L. Le Men-Olivier, J. Levy et J. Le Men publient leurs recherches sur les alcaloïdes de Strychnos variabilis.
- 1976 : C. Richard, C. Delaude, L. Le Men-Olivier, J. Levy et J. Le Men publient leurs recherches sur de nouveaux alcaloïdes dihydroindoliques de Strychnos variabilis.
- 1978 : M. Tits et L. Angenot isolent et identifient strychnobiline et isostrychnobiline des écorces de racines de Strychnos variabilis. M. Tits et D. Tavernier isolent isoretuline et isodeacetylretuline des écorces de racines de Strychnos variabilis.
- 1979 : M. Tits, D. Tavernier et L. Angenot isolent 12'-hydroxyisostrychnobiline des écorces de racines de Strychnos variabilis. M. Tits, D. Tavernier et L. Angenot soumettent un article sur les alcaloïdes indoliniques de Strychnos variabilis. C. Delaude, H. Breyne et L. Le Men-Olivier étudient la présence d'alcaloïdes dans des plantes collectées au Zaïre, incluant Strychnos variabilis.
- 1980 : M. Tits, D. Tavernier et L. Angenot publient sur les alcaloïdes indoliniques (strychnopivotine, rosibiline, 16-hydroxyisoretulinal) de Strychnos variabilis. M. Tits, L. Angenot et D. Tavernier publient sur de nouveaux alcaloïdes aldéhydiques indoliques (retulinal et isoretulinal) de Strychnos variabilis. M. Tits et L. Angenot isolent des alcaloïdes indoliques monomériques (acétylisoretuline, isoretuline, retuline) des feuilles de Strychnos variabilis.
- 1981 : M. Tits, M. Franz, D. Tavernier et L. Angenot isolent et identifient les alcaloïdes quaternaires majoritaires (mavacurine et fluorocurine) des écorces de racines de Strychnos variabilis collectées au Zaïre.
- 1982 : C. Coune, M. Tits et L. Angenot réalisent une étude par spectroscopie RMN de carbone 13 sur des alcaloïdes de Strychnos, incluant mavacurine et fluorocurine de S. variabilis.
- 1983 : M. Tits, L. Angenot et D. Tavernier isolent 16,17-didehydroisostrychnobiline des écorces de racines de Strychnos variabilis.
- 1985 : M. Tits, D. Tavernier et L. Angenot isolent et déterminent la structure de la strychnozairine à partir de l'écorce de racine de Strychnos variabilis.
- 1986 : Brasseur et Angenot publient sur les glycosides de flavonol de Strychnos variabilis.
- 1987 : Thierry Brasseur et Luc Angenot publient sur quatre nouveaux glycosides de flavonol acétylés (variabiloside A, B, C, D) isolés des feuilles de Strychnos variabilis.
- 1988 : Thierry Brasseur et Luc Angenot publient sur six glycosides de flavonol isolés des feuilles de Strychnos variabilis. Thierry Brasseur, Jean Noel Wauters et Luc Angenot développent une méthode pour la détermination densitométrique des hétérosides de quercétine dans des extraits de plantes, en utilisant les feuilles de Strychnos variabilis

Ces études menées dans le Laboratoire de Pharmacognosie de l'Université de Liège sur les feuilles de Strychnos variabilis ont permis d'isoler principalement deux classes de composés : les glycosides de flavonols et les alcaloïdes.

### Feuilles
Alcaloïdes indoliques monomères :
- Acétylisorétuline (détectée pour la première fois dans une plante ; alcaloïde principal)
- Isorétuline (alcaloïde principal)
- Rétuline

Aucun alcaloïde dimère n’a été détecté dans les feuilles.
Flavonoïdes (tous sous forme de glycosides de flavonols) :
- Monoglycosides :
  - Quercétine 3-O-galactoside (aussi appelée 3-galactosylquercétine)
- Diglycosides simples :
  - Quercétine 3-O-robinobioside (quercétine 3-O-rhamnosyl-(1→6)galactoside, aussi appelée 3-robinobiosylquercétine)
  - Kaempférol 3-O-robinobioside (kaempférol 3-O-rhamnosyl-(1→6)galactoside)
- Glycosides de flavonols acylés :
  - Variabiloside A : Quercétine 3-(4''-trans-p-coumaroyl)robinobioside-7-glucoside
  - Variabiloside B : Quercétine 3-(4''-cis-p-coumaroyl)robinobioside-7-glucoside
  - Variabiloside C : Kaempférol 3-(4''-trans-p-coumaroyl)robinobioside-7-glucoside
  - Variabiloside D : Kaempférol 3-(4''-cis-p-coumaroyl)robinobioside-7-glucoside
  - Variabiloside E : Quercétine 3-(4''-trans-p-coumaroyl)robinobioside
  - Variabiloside F : Quercétine 3-(4''-cis-p-coumaroyl)robinobioside
  - Variabiloside G : Kaempférol 3-(4''-trans-p-coumaroyl)robinobioside
  - Variabiloside H : Kaempférol 3-(4''-cis-p-coumaroyl)robinobioside
  - Quercétine 3-robinobioside-7-glucoside
  - Kaempférol 3-robinobioside-7-glucoside

Le composé 3-(4''-p-coumaroylrobinobiosyl)-7-glucosylquercétine correspond aux variabilosides A et B, et figure parmi les glycosides majeurs identifiés.

### Écorce des racines
Alcaloïdes indoliniques :
- Strychnopivotine (structure sans Cl sur le squelette curane)
- 16-hydroxyisoretulinal
- Rosibiline (dérivé de la N-désacétylrétuline, coloration rose avec FeCl₃-HClO₄, transformée en désacétylrétuline en milieu acide)
- Désacétylrétuline
- Rétuline
- Désacétylisorétuline
- Isorétuline
- Isorétulinal (aussi appelé 18-déoxydiaboline)

Alcaloïdes bisindoliques (issus d’extraits à pH 5 et 8) :
- Strychnobiline
- Isostrychnobiline
- Nordihydrotoxiferine
- 12'-Hydroxystrychnobiline (alcaloïde bisindolique asymétrique)
- 12'-Hydroxyisostrychnobiline

Alcaloïdes quaternaires majeurs :
- Mavacurine (36 % de l’extrait total)
- Fluorocurine (dérivé pseudoindoxylique de la mavacurine, 12 %)

Alcaloïdes dihydroindoliques :
- (-)-2β,16β-dihydroakuammicinol
- (+)-N-acetyl-2β,16α-dihydroakuammicinal

Alcaloïdes aldéhydiques indoliques diastéréoisomères :
- Rétulinal
- Isoretulinal
- Hydroxyretulinal

### Graines
Alcaloïdes isolés :
- Tetrahydrocantleyine
- Cantleyine
- Strychnovoline
- O-acetylisoretuline (I)
- 11-methoxy-O-acetylisoretuline (II)
- Isoretuline
- 11-methoxyisoretuline
- Rétuline

Aucun flavonoïde n’a été identifié dans les graines.

## Systématique
Le nom correct complet (avec auteur) de ce taxon est Strychnos variabilis De Wild., 1904.